# 捷克柳耶夫斯科耶湖
60°08′56″N 56°32′26″E / 60.148869°N 56.54053°E
捷克柳耶夫斯科耶湖（俄语：Теклюевское），是俄羅斯的湖泊，位於該國中西部，由彼爾姆邊疆區負責管轄，處於克拉斯諾維舍爾斯克區，面積2.72平方公里，海拔高度109.8米，最大水深3.5米。